# Ławrów (gmina)
Ławrów – dawna gmina wiejska w powiecie turczańskim województwa lwowskiego II Rzeczypospolitej. Siedzibą gminy był Ławrów.
Gminę utworzono 1 sierpnia 1934 r. w ramach reformy na podstawie ustawy scaleniowej z dotychczasowych gmin wiejskich: Gałówka, Lenina Mała, Lenina Wielka, Ławrów, Mszaniec, Nanczułka Mała, Nanczułka Wielka, Płoskie, Potok Wielki, Spas, Terszów, Tycha i Wiciów.
Po wojnie obszar gminy został odłączony od Polski i włączony do Ukraińskiej SRR. W 1952 roku w ramach umowy o zamianie odcinków terytoriów państwowych zawartej 15 lutego 1951 pomiędzy PRL i Związkiem Radzieckim, niewielki zachodni, niezamieszkany fragment obszaru dawnej gminy Ławrów (stoki między Bandrowem Narodowym a Bystrem) wrócił do Polski, wchodząc w skład gminy Czarna w nowo utworzonym powiecie ustrzyckim w woj. rzeszowskim.